# Pamenos Ballantyne
Pamenos Avorsant Ballantyne (* 9. Dezember 1973 in Sandy Bay) ist ein ehemaliger vincentischer Leichtathlet, der sich auf den Langstreckenlauf spezialisiert hatte.

## Biografie
Pamenos Ballantyne belegte bei den Olympischen Spielen 1996 in Atlanta im Marathonlauf den 95. Platz. Bei den Olympischen Spielen 2000 in Sydney war er Fahnenträger der vincentischen Mannschaft während der Eröffnungsfeier. Im Marathonlauf wurde er Einunddreißigster.

## Wichtige Wettbewerbe
| Jahr                                       | Veranstaltung                              | Ort                                        | Platz                                      | Disziplin                                  | Zeit                                       |
| Startet für St. Vincent und die Grenadinen | Startet für St. Vincent und die Grenadinen | Startet für St. Vincent und die Grenadinen | Startet für St. Vincent und die Grenadinen | Startet für St. Vincent und die Grenadinen | Startet für St. Vincent und die Grenadinen |
| ------------------------------------------ | ------------------------------------------ | ------------------------------------------ | ------------------------------------------ | ------------------------------------------ | ------------------------------------------ |
| 1994                                       | Commonwealth Games                         | Victoria                                   | 9. (Vorlauf)                               | 5000 m                                     | 14:47,05 min                               |
| 1994                                       | Commonwealth Games                         | Victoria                                   | 15.                                        | 10.000 m                                   | 31:06,70 min                               |
| 1995                                       | Weltmeisterschaften                        | Göteborg                                   |                                            | Marathon                                   | DNF                                        |
| 1996                                       | Olympische Spiele                          | Atlanta                                    | 95.                                        | Marathon                                   | 2:34:16 h                                  |
| 1997                                       | Zentralamerika- und Karibikmeisterschaften | San Juan                                   | 3.                                         | Halbmarathon                               | 1:08:25 h                                  |
| 1999                                       | Zentralamerika- und Karibikmeisterschaften | Bridgetown                                 | 2.                                         | 10.000 m                                   | 31:12,57 min                               |
| 2000                                       | Olympische Spiele                          | Sydney                                     | 31.                                        | Marathon                                   | 2:19:08 h                                  |
| 2001                                       | Zentralamerika- und Karibikmeisterschaften | Guatemala-Stadt                            | 7.                                         | 5000 m                                     | 14:57,58 min                               |
| 2001                                       | Zentralamerika- und Karibikmeisterschaften | Guatemala-Stadt                            | 4.                                         | 10.000 m                                   | 31:20,86 min                               |
| 2001                                       | Zentralamerika- und Karibikmeisterschaften | Guatemala-Stadt                            | 5.                                         | Halbmarathon                               | 1:07:06 h                                  |
| 2001                                       | Weltmeisterschaften                        | Edmonton                                   | 25.                                        | Marathon                                   | 2:24:36 h                                  |
| 2002                                       | Commonwealth Games                         | Manchester                                 | 11.                                        | Marathon                                   | 2:19:36 h                                  |
| 2003                                       | Zentralamerika- und Karibikmeisterschaften | St. George’s                               | 1.                                         | Halbmarathon                               | 1:09:14 h                                  |
| 2003                                       | Panamerikanische Spiele                    | Santo Domingo                              | 7.                                         | Marathon                                   | 2:29:37 h                                  |
| 2005                                       | Weltmeisterschaften                        | Helsinki                                   | 42.                                        | Marathon                                   | 2:23:18 h                                  |
| 2006                                       | Zentralamerika- und Karibikspiele          | Cartagena                                  | 10.                                        | Marathon                                   | 2:44:50 h                                  |
| 2010                                       | Zentralamerika- und Karibikspiele          | Mayagüez                                   | 8.                                         | Marathon                                   | 2:43:15 h                                  |
| 2010                                       | Commonwealth Games                         | Neu-Delhi                                  | 16.                                        | Marathon                                   | 2:30:29 h                                  |
| 2011                                       | Zentralamerika- und Karibikmeisterschaften | Mayagüez                                   | 7.                                         | Halbmarathon                               | 1:17:08 h                                  |